# Isabelle de Meulan
 (octobre 2013).
Si vous disposez d'ouvrages ou d'articles de référence ou si vous connaissez des sites web de qualité traitant du thème abordé ici, merci de compléter l'article en donnant les références utiles à sa vérifiabilité et en les liant à la section « Notes et références ».
Isabelle de Meulan (v.1148 – 10 mai 1220), fille de Galéran IV de Meulan, est l'épouse de Geoffroy III de Mayenne puis de Maurice II de Craon.

## Mariage et descendance
En 1161, Isabelle épouse Geoffroy III de Mayenne. Ils eurent deux enfants : 
- Clémence (morte avant 1209), mariée à Robert de Sablé, Grand-Maître des Chevaliers de l'Ordre du Temple ;
- Juhell (1168 – 12 avril 1220), marié à Gervaise de Dinan.

Isabelle est âgée de 22 ans à la mort de Geoffroy en 1169. Elle épouse l'année suivante Maurice II de Craon, fils de Hugues de Craon. Ils eurent 7 enfants :
- Avoise (morte en 1230), épouse de Guy V de Laval ;
- Maurice III de Craon (mort en 1207) ;
- Pierre (mort avant 1206) ;
- Philippe (mort jeune) ;
- Amaury (1175–1226), marié à Jeanne des Roches, petite-fille de Clémence de Mayenne ;
- Constance, nonne à l'abbaye de Clarei ;
- Agnès de Craon.